# Pinji
Pinji (auch Apindje, Apindji, Apinji und Gapinjie) ist eine Bantusprache und wird von circa 5000 Menschen in Gabun gesprochen (Zensus 1990).
Sie ist in der Provinz Ngounié östlich von Mouila zwischen Eleke und Fougamou verbreitet.

## Klassifikation
Kande ist eine Nordwest-Bantusprache und gehört zur Tsogo-Gruppe, die als Guthrie-Zone B30 klassifiziert wird.